# كأس الخليج العربي 15
أقيمت بطولة كأس الخليج الخامسة عشر في المملكة العربية السعودية، من تاريخ 16 يناير 2002 إلى 30 يناير 2002، وقد أقيمت جميع المباريات على استاد الملك فهد الدولي، وقد حسم المركز الثالث والرابع في هذه البطولة بالقرعة لأول مرة، حيث تساوى منتخب الكويت لكرة القدم مع منتخب البحرين لكرة القدم بالنقاط وبفارق الأهداف أيضا، فقامت اللجنة المنظمة بحسم المركز الثالث بالقرعة وقد فاز منتخب الكويت لكرة القدم فيها.
و قد حصل منتخب السعودية لكرة القدم على لقب هذه الدورة، وحصل العماني هاني الضابط على لقب هداف البطولة بخمسة أهداف، ونال القطري جفال راشد جائزة أفضل لاعب في البطولة، بينما حصل السعودي محمد الدعيع على لقب أفضل حارس مرمى في البطولة.

## الفرق المشاركة
- السعودية (الدولة المستضيفة)
- الكويت (حامل اللقب)
- البحرين
- الإمارات العربية المتحدة
- عمان
- قطر

## المباريات
| فريق                     | لعب | ف | ت | خ | له | عليه | ف.أ | نقاط |
| ------------------------ | --- | - | - | - | -- | ---- | --- | ---- |
| السعودية                 | 5   | 4 | 1 | 0 | 10 | 3    | +7  | 13   |
| قطر                      | 5   | 4 | 0 | 1 | 7  | 4    | +3  | 12   |
| الكويت                   | 5   | 1 | 2 | 2 | 4  | 6    | −2  | 5    |
| البحرين                  | 5   | 1 | 2 | 2 | 4  | 6    | −2  | 5    |
| عمان                     | 5   | 1 | 1 | 3 | 5  | 7    | −2  | 4    |
| الإمارات العربية المتحدة | 5   | 1 | 0 | 4 | 3  | 7    | −4  | 3    |

| الكويت       | 1:1 | السعودية    |
| ------------ | --- | ----------- |
| جاسم الهويدي |     | سامي الجابر |

.
| الإمارات     | 0:1 | عمان |
| ------------ | --- | ---- |
| حيدر ألو علي |     |      |

.
| قطر       | 0:1 | البحرين |
| --------- | --- | ------- |
| عادل جدوع |     |         |

.
| عمان        | 1:3 | الكويت       |
| ----------- | --- | ------------ |
| هاني الضابط |     | جاسم الهويدي |

.
| قطر                 | 0:2 | الإمارات |
| ------------------- | --- | -------- |
| جفال راشد ياسر نظمي |     |          |

.
| السعودية                 | 1:3 | البحرين   |
| ------------------------ | --- | --------- |
| الحسن اليامي سامي الجابر |     | راشد جمال |

.
| الكويت | 0:0 | البحرين |
| ------ | --- | ------- |
|        |     |         |

.
| قطر                         | 1:2 | عمان        |
| --------------------------- | --- | ----------- |
| جاسم التميمي سيد علي البشير |     | هاني الضابط |

.
| السعودية         | 0:1 | الإمارات |
| ---------------- | --- | -------- |
| عبد الله الجمعان |     |          |

.
| قطر       | 0:1 | الكويت |
| --------- | --- | ------ |
| جفال راشد |     |        |

.
| البحرين             | 1:2 | الإمارات           |
| ------------------- | --- | ------------------ |
| حسين علي سلمان عيسى |     | عبد الرحمن إبراهيم |

.
| السعودية                      | 0:2 | عمان |
| ----------------------------- | --- | ---- |
| الحسن اليامي عبد الله الجمعان |     |      |

.
| الكويت       | 1:2 | الإمارات        |
| ------------ | --- | --------------- |
| جاسم الهويدي |     | عبد السلام جمعة |

.
| البحرين             | 1:1 | عمان        |
| ------------------- | --- | ----------- |
| عبد الله عبد الرحمن |     | هاني الضابط |

.
| السعودية                                  | 1:3 | قطر        |
| ----------------------------------------- | --- | ---------- |
| عبد الله الجمعان صالح المحمدي طلال المشعل |     | أحمد خليفه |

.

## الافتتاح
تم افتتاح البطولة من ملك السعودية وقد تم عرض اوبريت كبرياء الخليج

## المصدر
الموقع الرسمي لكأس الخليج نسخة محفوظة 5 فبراير 2018 على موقع واي باك مشين.